# Maple Lawn

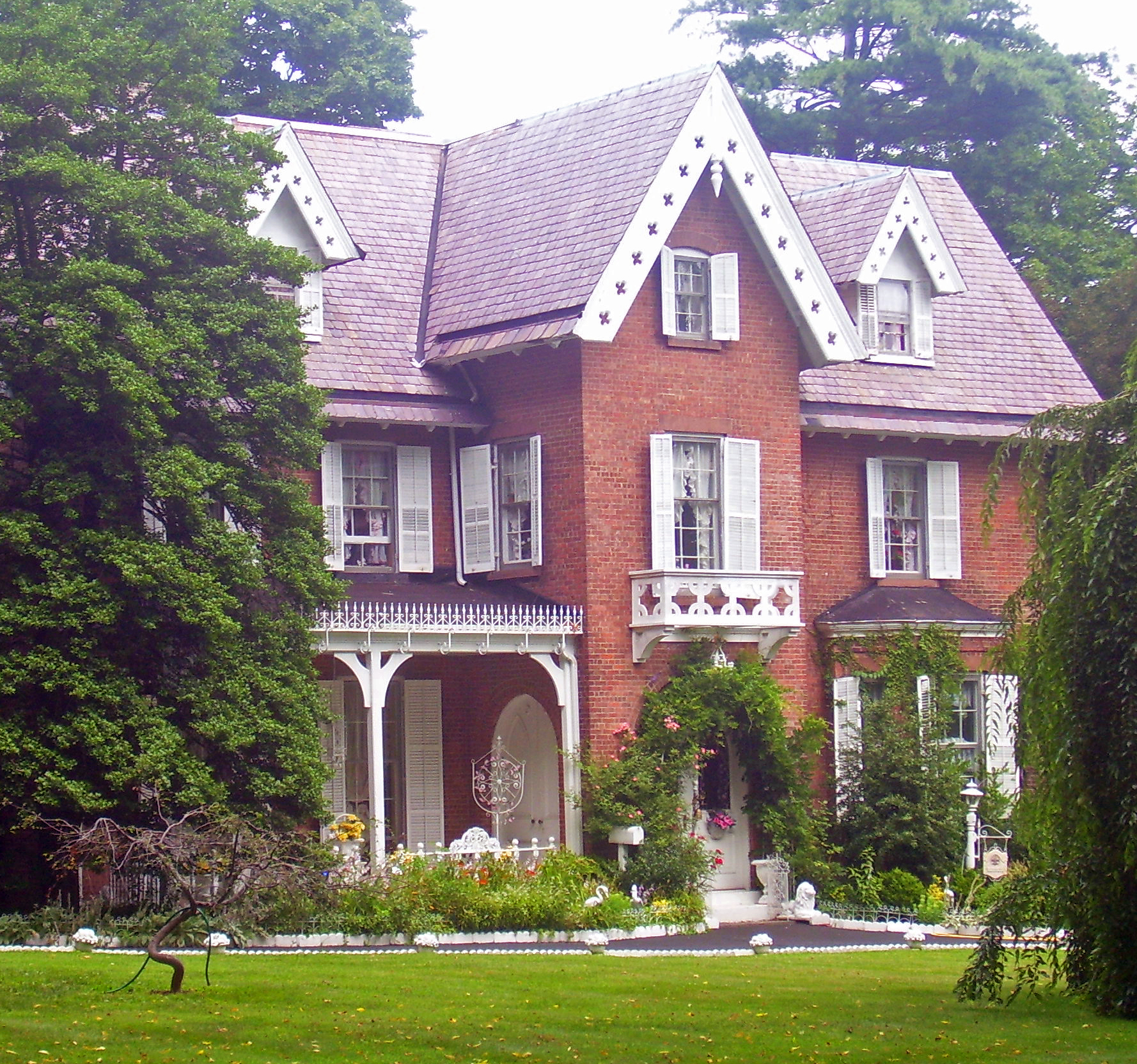
Südseite des Hauses (2008).

Maple Lawn ist ein Wohnhaus in Balmville, New York und wurde 1859 für eine ortsansässige wohlhabende Familie im neugotischen Stil erbaut. Es wurde von Frederick Clarke Withers als Picturesque geplant, wobei er den Prinzipien seines verstorbenen Mentors Andrew Jackson Downing folgt.
Seit damals wurde das Haus nur wenig verändert, wodurch es zu einem gut erhaltenen Beispiel der Handschrift Withers’ und der Entwürfe Downings wurde. Deswegen wurde es 1984 dem National Register of Historic Places hinzugefügt.

## Beschreibung
Das Haus befindet sich auf einer einen Acre großen Parzelle an der Downing Avenue in Balmville, eine nicht inkorporierten Wohnsiedlung innerhalb der Town of Newburgh, direkt nördlich der City of Newburgh. Der Hudson River befindet sich ein wenig weiter östlich. Das Haus ist von hochgewachsenen Bäumen umgeben, darunter Buchen, Schwarznüsse und Trompetenbäume.
Das Gebäude ist ein zweieinhalbstöckiges rotes Backsteinhaus auf einem Sockel aus Sandstein und einem steilen Satteldach mit drei Kaminen. An der Südfassade hebt sich eine zentral angeordneter, vorgebauter Pavillon mit weißen vierpassig gestanzten Ortgang an der überhängenden Dachtraufe. Erkerfenster auf beiden Seiten sind ähnlich gestaltet, auch die gebogene Balustrade auf einem der Balkone im Obergeschoss. Westlich des doppeltürigen Eingangs befindet sich ein Vordach, das von gefaserten Pfosten unterstützt wird; östlich befindet sich ein Jochfenster.
An der Ostseite gibt es eine ähnliche Veranda, deren Friese als Gitter ausgeführt sind. Die nördliche Giebelseite und der zweistöckige Küchenflügel an der Nordseite werden durch einen weiteren Ortgang dekoriert. Dort wurde Mitte des 20. Jahrhunderts eine Doppelgarage angebaut. Zwei weitere der Ortgänge verzieren die Dachlinien der vorspringenden Giebel an der westlichen Fassade.
Der Grundriss der Räume ist asymmetrisch. Viele der ursprünglichen Leisten und anderen Holzarbeiten sind original, besonders die gotisch kannelierten Umgebungen der Jochfenster, die von den nahen Pilastern entspringen. Die offenen Kamine verfügen über die ursprünglichen Einfassungen aus Marmor.
Ein aus Backsteinen und rötlichbraunem Sandstein gebautes Plumpsklo mit Mansarddach befindet sich hinter dem Haus und gilt als beitragendes Objekt. Eine ehemalige Remise nordwestlich davon wurde gemeinsam mit dem Haus erbaut, aber extrem verändert und zu einem Wohnhaus umgebaut. Es ist kein beitragendes Objekt.

## Geschichte
Maple Lawn wurde gegen Ende der 1850er Jahre durch den ortsansässigen Walter Vail in Auftrag gegeben. über ihn ist wenig bekannt. Zu jener Zeit ließen sich diejenigen Einwohner Newburghs, die durch den Flusshandel und die einsetzende Industrialisierung wohlhabend wurden, große Häuser mit Blick auf den Fluss errichten, die entweder im nordöstlichen Teil der City oder in dem nördlich davon liegenden, noch relativ unentwickelten Balmville entstanden. Maple Lawn erhielt seinen Namen von den früher allgegenwärtigen Ahornbäumen auf dem Grundstück ab, die später dem Durchzug eines Hurrikans zum Opfer fielen.
Das Haus blieb seitdem fast unverändert. Das Wachstum von Balmville gegen Ende des 19. Jahrhunderts führte dazu, dass das Kutschenhaus 1903 auf eine eigenständige Parzelle abgespaltet und zu einem Wohnhaus umgebaut wurde. In den 1950er Jahren wurde an den Kaminen die Konsolen entfernt und die Doppelgarage angebaut. Zum Zeitpunkt der Eintragung in das Register war der vordere Balkon noch entfernt, diese Maßnahme wurde seither jedoch rückgängig gemacht.

## Ästhetik
Downing trat für das Picturesque als das Ideal für den von ihm favorisierten Haustyp ein. Dabei integrierten sich seine Häuser stärker mit der Umgebung als die Häuser des Neoklassizismus und des Federal Styles, die früher im 19. Jahrhundert populär waren. Withers, der nach seiner Einwanderung aus England mit Downing zusammenarbeitete, erwies sich nach dessen Tod gemeinsam mit dem gelegentlichen Mitarbeiter Calvert Vaux als Downings geistige Erben und Nachfolger.
Maple Lawn wurde in der Form einer Villa erbaut, von der Downing dachte, sie sei die Idealform eines Landhauses für jemanden, der die nötigen Mittel verfügt; es entspricht seinen Theorien mit der vorsichtigen Anordnung des Baus in die damals existierenden Baumgruppen auf dem Grundstück und bezüglich der Sicht auf den Fluss. Die Jochfenster und die Veranden des Hauses stellen eine Verbindung zwischen dem Bau und der Landschaft her. Am deutlichsten wird das durch die Anordnung des Speisezimmers deutlich, der nach Osten liegt, sodass das Abendessen auf der Schattenseite eingenommen werden kann, während das gegenüberliegende Parlour den Vorteil des abendlichen Lichts ausnutzt.
Das Haus demonstriert das Frühwerk Withers’ in der Zeit vor dem Sezessionskrieg, als er konservativer war als Vaux. Er verwendete in dieser Schaffensphase eine schwerere Bauweise, als er es bei seinen späteren Werken tat, beschränkte sich auf die Verwendung monochromen Baumaterials und die Ornamente auf ein Minimum. Die regelmäßige Fensteranordnung, der asymmetrische Grundriss des Hauses und die steilen Dächer führen in der Gesamtwirkung zu dem pittoresken Eindruck, den das Haus hinterlässt.

## Quelle
- Neil Larson: National Register of Historic Places nomination, Maple Lawn. New York State Office of Parks, Recreation and Historic Preservation, 10. Mai 1984, abgerufen am 5. Februar 2009.

Koordinaten: 41° 31′ 25″ N, 74° 0′ 41″ W